# White Cyclone
White Cyclone in Nagashima Spa Land (Kuwana, Mie, Japan) war eine Holzachterbahn vom Modell Wooden Coaster des Herstellers Intamin, die am 20. März 1994 eröffnet wurde. Am 28. Januar 2018 wurde sie geschlossen, um Platz zu machen für Hakugei, eine Hybridachterbahn, die Teile der Stützen von White Cyclone nutzt.
Die 1700 m lange Strecke, die von Dennis Starkey konstruiert wurde, erreichte eine Höhe von 42,4 m und besaß eine 39,3 m hohe Abfahrt. Die Züge des Herstellers Philadelphia Toboggan Coasters erreichten eine Höchstgeschwindigkeit von 102 km/h.